# 창원 대광사 주화엄법계관문
창원 대광사 주화엄법계관문(昌原 大廣寺 注華嚴法界觀門)은 대한민국 경상남도 창원시 진해구, 대광사에 있는 책이다. 2015년 10월 29일 경상남도의 문화재자료 제603호로 지정되었다.

## 개요
｢주화엄법계관문(注華嚴法界觀門)｣은 중국 화엄종의 두순(杜順)이 편찬한 「화엄법계관문(華嚴法界觀門)」에 화엄종의 5祖 종밀(宗密)이 주(注)를 달아 해석한 책이다.
이 책은 불분권(不分卷) 1책(冊)으로 제본(製本)된 목판본(木板本)으로 되어 있다. 표지서명은 ‘因明論注華嚴法界觀門(인명논주화엄법계관문)’으로 확인된다. 권수제(卷首題)는 ‘注華嚴法界觀門(주화엄법계관문)’, 판심제(版心題)는 ‘華嚴法界觀(화엄법계관)’으로 확인된다.
판식(板式)은 사주쌍변(四周雙邊),에, 반곽(半郭)의 크기는 22.8×15.6cm이며, 계선이 있고(有界), 10행(行) 20자(字)로 배열되어 있다.
권말(卷末)에 ‘康熙五十二年癸巳孟秋慶尙右道山陰智異山王山寺開刊’이라는 간기(刊記)를 통하여, 1713년 경상도 산음 智異山 王山寺에서 개간하였다는 것을 알 수 있다. 즉 1653년의 판본을 저본으로 하여 1713년에 다시 번각(飜刻)하여 간인한 판본의 책이다.
따라서, 임진왜란(1592)이후에 간행된 것이지만 1713년이라는 명확한 간행 기록(刊記)과 간행장소 및 시주질에 대한 내용이 수록되어 있고, 그 인출 및 보관상태가 양호한 책이다. 그 간행의의와 성격이 중요한 자료적 가치가 있다.

## 참고 자료
- 창원 대광사 주화엄법계관문 - 국가유산청 국가유산포털